# 国際連合安全保障理事会決議110
国際連合安全保障理事会決議110（こくさいれんごうあんぜんほしょうりじかいけつぎ110、英: United Nations Security Council Resolution 110, UNSCR110）は、1955年12月16日に国際連合安全保障理事会にて採択された決議。国際連合憲章を見直すものである。

## 概要
国際連合憲章の条文に照らしあわせて、憲章の見直しを目的とする国際連合加盟国の総会が第10回年次総会までに開催されなかった場合、総会および安全保障理事会の任意の7か国及び過半数の投票により決定すれば、その総会が開催されると規定した。国連総会決議第992号を検討し、国連憲章を見直す会議を開催することを決定した。決議は9票の賛成で採択された。ソビエト連邦は反対票を投じ、フランスは棄権した。

## 詳細
以下は決議の和訳。
安全保障理事会は、
国際連合憲章第109条第3項が、第10回年次総会までに憲章の見直しを目的とする国際連合加盟国の総会が開催されていない場合、総会加盟国の過半数の投票及び安全保障理事会の任意の7名の加盟国の投票によりそのように決定されたときは、その総会を開催するものと規定していることに留意して、

1955年11月21日に総会が採択した決議992（X）を検討し、同決議において、適切な時期に憲章を見直す会議を開催するものと決定したことから、
決議992（X）に規定する総会の決定に同調することを表明する。